# Gamtofte Kirke
Gamtofte Kirke er beliggende i Gamtofte Sogn, Båg Herred, Fyens Stift. Kirkens skib og den vestlige del af koret er opført i 1100-tallet. På korets sydside findes en romansk granitudsmykning, kaldet "Den Spillende Engel" og i kirkens ydermur ses en del andre romanske stenarbejder, bl.a. løvehoveder, kapitæler og søjlerester.
Tårnet er opført i begyndelsen af 1400-tallet. Det fremstod tidligere hvidkalket som resten af kirken, men blev ved en istandsættelse i slutningen af 1800-tallet afrenset og står i dag i røde sten. Tårnets murværk blev ommuret i 1927.
Våbenhuset er opført i 1600-tallet, muligvis som afløsning for et tidligere våbenhus. I 1700-tallet blev det ombygget og dets vestlige del indrettet som gravkapel for sognepræst David Seidelin og hustru Sophie Elisabeth Brinck, hvis epitafium befinder sig i kapellet. Slægten Rantzau til Brahesborgs gravkapel mod nord er opført i slutningen af 1700-tallet.
Kirkens altertavle i renæssance-stil er fra 1589. Prædikestol ligeledes i renæssance er fra 1597. På nordvæggen ses et korbuekrucifiks samt et fragment af en bæreplanke med årstallet 1482.
I 2004 blev skibets tre vinduer mod syd udstyret med glasmalerier af kunstneren Peter Brandes, der ligeledes er mester for et lille krucifiks ved prædikestolen. Samtidig blev kirken farvesat af kunstneren Maja Lisa Engelhardt.
Syd for kirken ligger Gamtofte Præstegård.

## Eksterne kilder og henvisninger
- Wikimedia Commons har flere filer relateret til Gamtofte Kirke
- Våbenskjold fra indgangen til det rantzauske kapel i Gamtofte Kirke
- Gamtofte Kirke Arkiveret 31. januar 2011 hos  Wayback Machine hos nordenskirker.dk
- Gamtofte Kirke hos KortTilKirken.dk